# ATP Challenger Ibagué
Das ATP Challenger Ibagué (offizieller Name: Ibagué Open) war ein Tennisturnier in Ibagué, Kolumbien, das 2024 einmalig ausgetragen wurde. Es war Teil der ATP Challenger Tour und wurde im Freien auf Sand ausgetragen.

## Liste der Sieger

### Einzel
| Jahr | Sieger              | Finalgegner  | Ergebnis |
| ---- | ------------------- | ------------ | -------- |
| 2024 | Álvaro Guillén Meza | Facundo Mena | 6:0, 6:4 |

### Doppel
| Jahr | Sieger                    | Finalgegner                    | Ergebnis         |
| ---- | ------------------------- | ------------------------------ | ---------------- |
| 2024 | Finn Reynolds Matías Soto | Leonardo Aboian Valerio Aboian | 6:4, 4:6, [10:7] |